# Karbosjön, Uppland
Karbosjön är en sjö i Nacka kommun i Uppland och ingår i Norrström-Tyresåns kustområde. Sjön är 2,6 meter djup, har en yta på 0,057 kvadratkilometer och är belägen 5,7 meter över havet.